# Frank Wolff (acteur)
Walter Frank Hermann Wolff (San Francisco, 11 mei 1928 – Rome, 12 december 1971) was een Amerikaans acteur. Hij begon zijn carrière in de Verenigde Staten, maar vanwege gebrek aan succes emigreerde hij naar Europa. Daar speelde hij bijrollen in spaghettiwesterns. Zijn beroemdste rollen zijn die van Brett McBain in Once Upon a Time in the West (1968) en van sheriff in The Great Silence (1967). 
Wolff pleegde op 43-jarige leeftijd zelfmoord.

## Filmografie (selectie)
- Beast from Haunted Cave (1959)
- Atlas (1961)
- Salvatore Giuliano (1962)
- Le quattro giornate di Napoli (1962)
- America, America (1963)
- Il Demonio (1963)
- Il Processo di Verona (1963)
- Agent 353, Massacre in the Sun (1966)
- Ringo, the Mark of Vengeance (1966)
- Few Dollars for Django (1966)
- God Forgives... I Don't! (1967)
- For a Dollar in the Teeth (1967)
- The Million Dollar Countdown (1967)
- No Tears for a Killer (1967)
- Sequestro di persona (1968)
- Once Upon a Time in the West (1968)
- Il grande silenzio (1968)
- Ammazzali Tutti e Torna Solo (1968)
- I Came, I Saw, I Shot (1968)
- Barbagia (1969)
- Desert Assault (1969)
- Sequestro di Persona (1969)
- I Am Sartana, Your Angel of Death (1969)
- The Lickerish Quartet (1970)
- Death Occurred Last Night (1970)
- When Women Had Tails (1970)
- Death Walks on High Heels (1971)
- Cold Eyes of Fear (1971)
- When Women Lost Their Tails (1972)

- Biblioteca Nacional de España: XX1492634
- Bibliothèque nationale de France: cb14239890v (data)
- Catàleg d'autoritats de noms i títols de Catalunya: 981058510669606706
- Gemeinsame Normdatei: 1207334456
- International Standard Name Identifier: 0000 0001 2278 5994
- Library of Congress Control Number: nr2001039014
- Nationale Bibliotheek van Israël: 987007442201105171
- Istituto Centrale per il Catalogo Unico: RAVV088999
- Système universitaire de documentation: 124052177
- Trove: 1453919
- Virtual International Authority File: 39588929
- WorldCat: E39PBJwHm3t6Dcfqtmrwvwyw4q